# Penicillium marneffei
Penicillium marneffei é uma espécie do gênero Penicillium que possui dimorfismo térmico ao crescer tanto a temperaturas de 37ºC quanto inferiores a 30ºC. Pode provocar infecções.